# Украинская добровольческая армия
Украинская добровольческая армия (укр. Українська добровольча армія, УДА) — добровольческое парамилитарное формирование, образованное в декабре 2015 года на базе подразделений Добровольческого украинского корпуса после выхода Дмитрия Яроша и его единомышленников из движения «Правый сектор».
Летом 2018 года вооружённые добровольцы, не входящие в состав Национальной гвардии, были фактически выдавлены из зоны боевых действий, так, отдельный батальон «Аратта» был разоружён сотрудниками СБУ при помощи спецназа МВД «КОРД».

## Основные задачи
- Выполнение боевых задач в зоне проведения АТО (ныне ООС) во взаимодействии с Вооружёнными силами и другими силовыми структурами Украины

## История

### Создание
УДА начала создаваться в декабре 2015 года на базе подразделений Добровольческого украинского корпуса, принимавших участие в боевых действиях в Донбассе — 5-го и 8-го батальонов и медицинского батальона «Госпитальеры». После объявления о выходе из ДУК-ПС соответствующие батальоны в ДУК были расформированы.
Народный депутат Дмитрий Ярош заявил, что отзывает свой законопроект о Добровольческом украинском корпусе и после доработки внесёт в Верховную раду Украины новый законопроект об Украинской добровольческой армии. Ярош также отметил, что на первом этапе формирования такой армии достаточно будет иметь в каждой области по батальону, который можно использовать, в том числе и для помощи силовикам внутри страны.

### Боевой путь
В феврале 2016 года 5-й ОБ Украинской добровольческой армии проведя боевую операцию вместе с 74-м разведывательным батальоном ВСУ, заняли позиции на Авдеевской промзоне и взяли под контроль часть трассы Донецк-Горловка в районе Ясиноватской развязки.
В июне 2016 года 8-й ОБ Украинской добровольческой армии вместе с 54-м разведывательным батальоном ВСУ, во время проведения разведывательной операции в районе населённого пункта Широкино, взяли в плен 8 бойцов Армии ДНР, а 2 обезвредили.[источник?]
По сообщению zn.ua, в сентябре 2016 года подразделения УДА воевали под Авдеевкой в районе Ясиноватской развязки.
10 декабря 2017 года во время боевого выхода в районе Марьинки в результате подрыва на противопехотной мине с «растяжкой» погибли бойцы отдельной тактической группы «Волынь» Виктор Зельманович (позывной «Зеля») и Александр Зубченко (позывной «Запал»).
В ночь с 23 на 24 мая 2018 года в Донецкой области погиб боец Украинской добровольческой армии Иван Всеволодович Жуков (позывной «Жук»).
14 июня 2018 года, в результате тяжёлого заболевания позвоночника, скончался боец 8-го отдельного батальона «Аратта» Владимир Галаган (позывной «Душман»).

### Выход из Донбасса
15 октября 2018 года глава УДА Дмитрий Ярош, выступая в офисе Днепропетровской ОГА, объявил о том, что 5-й и 8-й отдельные батальоны будут выведены из зоны проведения ООС, после чего станут частью создаваемых отрядов территориальной обороны во всех областях Украины. В штабе ООС подтвердили, что добровольческие батальоны выведены из зоны боевых действий на Донбассе.

## Структура
- Штаб Украинской добровольческой армии. Начальник — Сергей Ильницкий.
  - Административный отдел. Глава — Ирина Гаркавенко
  - Отдел взаимодействия с ВСУ и другими силовыми структурами. Глава — Андрей Шараскин
  - Военно-полевая жандармерия. Командир — Василий Абрамов (позывной «Смерека»)[9]
  - Отдел материально-технического снабжения
  - Отдел социальной защиты добровольцев. Глава — Ганна Демиденко
- 5-й отдельный батальон. Базуруется в селе Великомихайловка (Днепропетровская область). Командир — Владислав Литвин (позывной «Чорний»).
- 8-й отдельный батальон «Аратта». Базуруется в селе Юрьевка под Мариуполем (Донецкая область). Командир — Андрей Гергерт (позывной «Червень»).[10]
- Отдельный батальон (формуется).[11]
- ОЛПЗ «Вольф». Командир — Валерий Воронов (позывной «Вольф»).
- ОЛПЗ «Волинь». Командир — Владимир Андрушечко (позывной «Тихий»).
- ОЛПЗ «Чорний туман». Командир — Владимир Верховень (позывной «Шум»).
- Медицинский батальон «Госпитальеры». Руководитель — Яна Зинкевич.
- Учебный центр УДА. Начальник — Максим Швец (позывной «Покутяка»).[12][13]
- Подразделения территориальной обороны (формируются в областях).